# Акрур, Нассим
Нассим Акрур (род. 10 июля 1974, Курбевуа) — алжирский футболист, нападающий клуба «Шамбери».

## Клубная карьера
Акрур родился в коммуне Курбевуа во Франции в семье алжирского происхождения. Начал карьеру в любительском клубе «Олимпик», находящемся в коммуне Нуази-ле-Сек, где он играл в 1995—1997 годах. Затем играл в Англии за «Саттон Юнайтед» и «Уокинг», а в 2000 году он вернулся во Францию.
По возвращении стал игроком третьего эшелона клуба «Истр». В 2001 году он перешёл из третьего во второй дивизион. Летом 2002 отправился в «Труа». Его дебют состоялся 24 августа 2002 против клуба «Лилль». В 2003 году его команда «Труа» спустилась из Ligue 1 в Ligue 2.
В 2004 Акрур перешёл из «Труа» в другой французский клуб «Гавр». Дебют за «Гавр» состоялся 6 августа 2004 года. В Гавре он провёл осенний тур сезона 2004/2005, а зимой, перешёл в «Гренобль». В «Гренобле» 11 января впервые сыграл в матче с «Ниортезом», где забил дебютный гол. В сезоне 2007/2008 добился повышения из Ligue 2 в Ligue 1. В общей сложности за 5,5 лет в «Гренобле» он провёл 194 матча и забил 54 гола.
Акрур летом 2010 года вернулся в «Истр», где он играл с 2000 по 2002 год. Футболист играл в Истре до лета 2013 года, после чего вернулся в Гренобль. В 2016 году, в возрасте 42 лет, Акрур перешёл в «Анси». В 2019 завершил игровую карьеру.
Впоследствии стал молодёжным тренером куба «Анси», но через полгода подписал контракт с Шамбери («Chambéry SF»).

## Международная карьера
Карьеру за национальную сборную Нассим начал 5 декабря 2001 года. В товарищеском матче между сборной Алжира и Ганой (1:1) он дебютировал на 60-й минуте.
Акрур играл в составе алжирской команды во время Кубка Африканский Наций 2002 года и Кубка Африканских наций 2004 года.